# قصيدة الريح والأشجار
قصيدة الريح والأشجار هي سلسلة مانغا يابانية من تأليف ورسم كيكو تاكيميا صدرت في الفترة من 1976 حتى 1984 وتم جمعها في 17 تانكوبون.